# John B. Montgomery
John Berrien Montgomery (17 novembre 1794 - 25 mars 1873) est un officier de la marine américaine qui gravit les échelons jusqu'au grade de rear admiral, servant pendant la guerre de 1812, la guerre américano-mexicaine et la guerre de Sécession. Il est surtout connu pour son implication dans la conquête de la Californie en 1846 et la prise de Yerba Buena, aujourd'hui San Francisco.

## Biographie
Montgomery nait à Allentown, dans le New Jersey. Il entre dans la Marine comme aspirant pendant la guerre de 1812, servant lors de l'attaque de Kingston, dans le Haut-Canada, en novembre 1812, et lors de la capture de York en avril de l'année suivante; et pour sa bravoure à bord du Niagara lors de la victoire de Perry sur le lac Érié, le 10 septembre 1813. Pour son service distingué, il reçoit un vote de remerciements et une épée du Congrès. En 1815, il sert dans l'escadron de Decatur lors de la deuxième guerre de Barbarie contre Alger. Il est nommé lieutenant en 1818 et commandant en 1839. 
Au cours de la guerre américano-mexicaine, au début du mois de juin 1846, Montgomery et le navire qu'il commande depuis 1844, l'USS Portsmouth, arrivent dans la baie de San Francisco, qui fait alors partie du département mexicain des Californies (Las Californias). En conséquence, Montgomery est impliqué, bien que seulement en tant que témoin et à distance, dans les événements de la révolte du drapeau de l'ours au cours de laquelle des résidents étrangers, principalement américains, se révoltent contre les autorités mexicaines à Sonoma. En tant que représentant naval du gouvernement américain, il est sollicité par les représentants de la Révolte, par les représentants du gouvernement de Haute-Californie et par d'autres représentants des États-Unis. Le 16 juin 1846, Montgomery envoie une mission à Sonoma pour enquêter sur les conditions qui y régnent après la Révolte. 
Le 9 juillet 1846, Montgomery et son détachement du Portsmouth hissent le drapeau américain sur la place de la ville de Yerba Buena (aujourd'hui San Francisco ). Le nom de la place est ensuite été changé en Portsmouth Square, en commémoration du navire de Montgomery. Sous ses ordres, le lieutenant Joseph W. Revere abaisse également le drapeau de l'ours flottant à Sonoma, en Californie, au nord de la baie de San Francisco et hisse le drapeau américain. 
Dans une autre action de la guerre américano-mexicaine, Montgomery bloque Mazatlan pendant quelques mois et, avec l'aide du capitaine Lavalette du Congress, capture Guaymas. Il est promu capitaine en 1853. Il commande  la frégate à vapeur Roanoke en 1857 et l'escadron du Pacifique jusqu'à sa relève le 2 janvier 1862. Il dirige ensuite le Boston Navy Yard de juin 1862 à décembre 1863. Il est transféré au Washington Navy Yard à partir du 1er janvier 1863,.
Montgomery meurt à Carlisle, en Pennsylvanie, en mars 1873. Ses restes sont enterrés au cimetière d'Oak Hill, à Washington, DC.

## Famille
John B. Montgomery épouse Mary Henry, fille de William Henry de New York en 1821. Ils ont neuf enfants. 
Lors de la Conquête de la Californie en 1846, John B. Montgomery a sous ses ordres deux de ses fils:  William Henry, né en 1820, et John Elliott, né en 1830. Ils disparaissent tous les deux au mois de décembre 1846 alors qu'ils sont en mission sur la rivière Sacramento pour livrer la paye des troupes américaines de Californie,. 
Le 25 juillet 1846, John Elliott avait écrit une lettre à sa mère dans laquelle il décrivait le drapeau à l'ours qui a été abaissé à Sonoma et qui était alors en sa possession. À sa disparition, le drapeau est récupéré par son père. Celui-ci le remet aux autorités navales de Boston en 1848. Finalement, en 1855, le drapeau est renvoyé en Californie, où il est détruit dans les incendies causés par le tremblement de terre de 1906.

## Hommages
- Montgomery Street, une rue remarquable du centre-ville de San Francisco.
- USS Montgomery (en), un destroyer naval lancé en 1918 et mis à la ferraille en 1946.

## Lire aussi
- Fred Blackburn Rogers, Montgomery and the Portsmouth, J. Howell, San Francisco, 1958.